# Bilblioteca Carniege (San Diego)
La Biblioteca Carniege fue una biblioteca pública de San Diego construida en 1901 con el apoyo financiero de Andrew Carnegie y derribada en 1952.

## Arquitectura
Fue una estructura de mampostería en forma de T construida con piedra caliza de Indiana en 1903 con un diseño Beaux Arts y Classical Revival de Albert R. Ross. La pata de la T se proyecta hacia adelante, creando una sección de tres tramos de ancho y uno de profundidad, con la entrada principal en su centro. La entrada está empotrada dentro de una abertura de arco de medio punto, rematada por un frontón roto y un cartucho. Los tramos de la sección saliente están divididos por columnas empotradas corintias de altura completa, con pilastras corintias cerca de los forenses. Estos sostienen un entablamento de varias capas, sobre el cual una cornisa dentada rodea el edificio debajo de su techo a cuatro aguas truncado. Los diferentes tamaños y formas de las ventanas dan variedad a la estructura.
La construcción 1903 fue posible gracias a una donación de 60,000 dólares de la Biblioteca Carnegie del industrial y filántropo Andrew Carnegie.